# Chinagarten Zürich

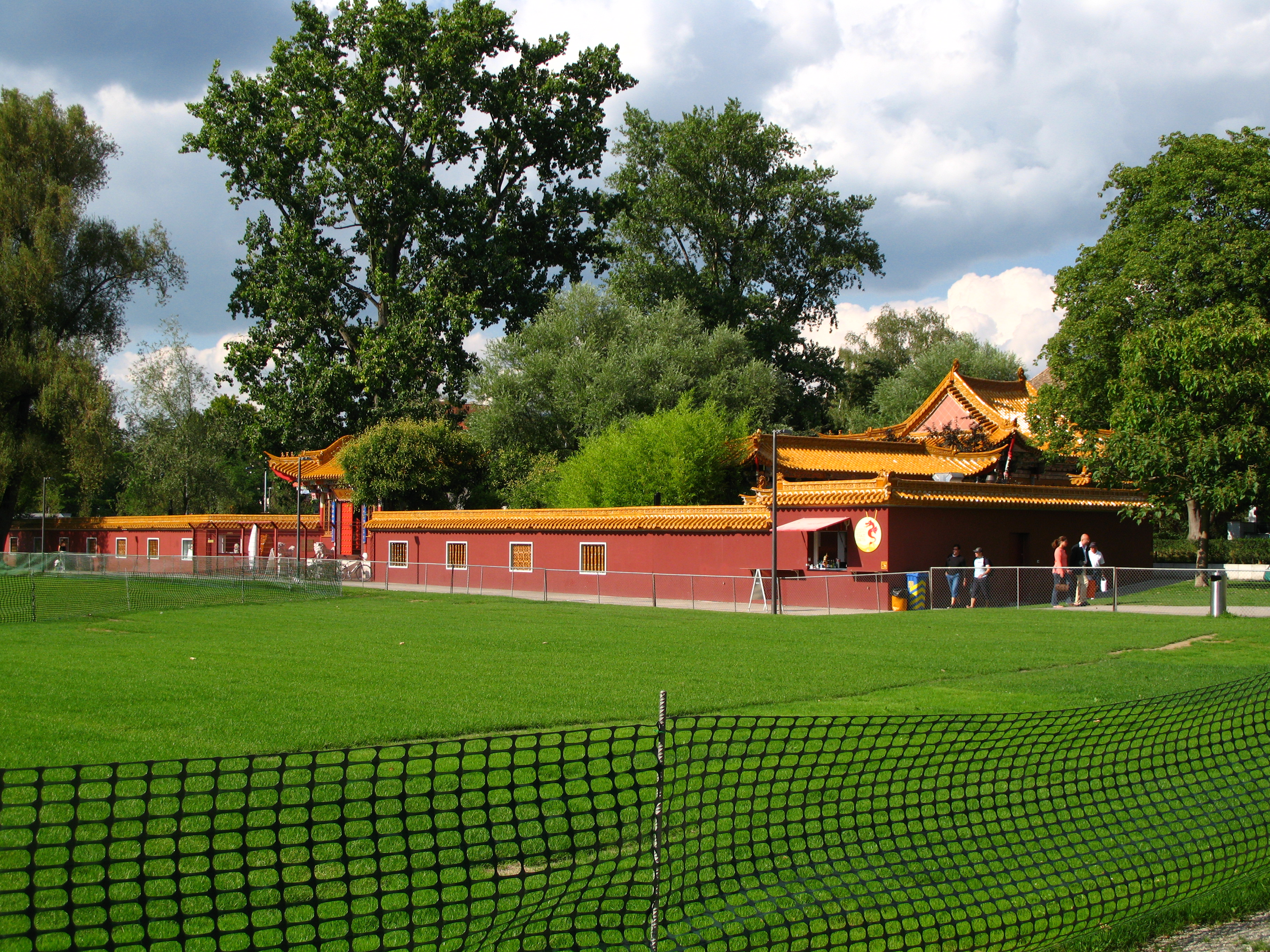
Ansicht von der Blatterwiese

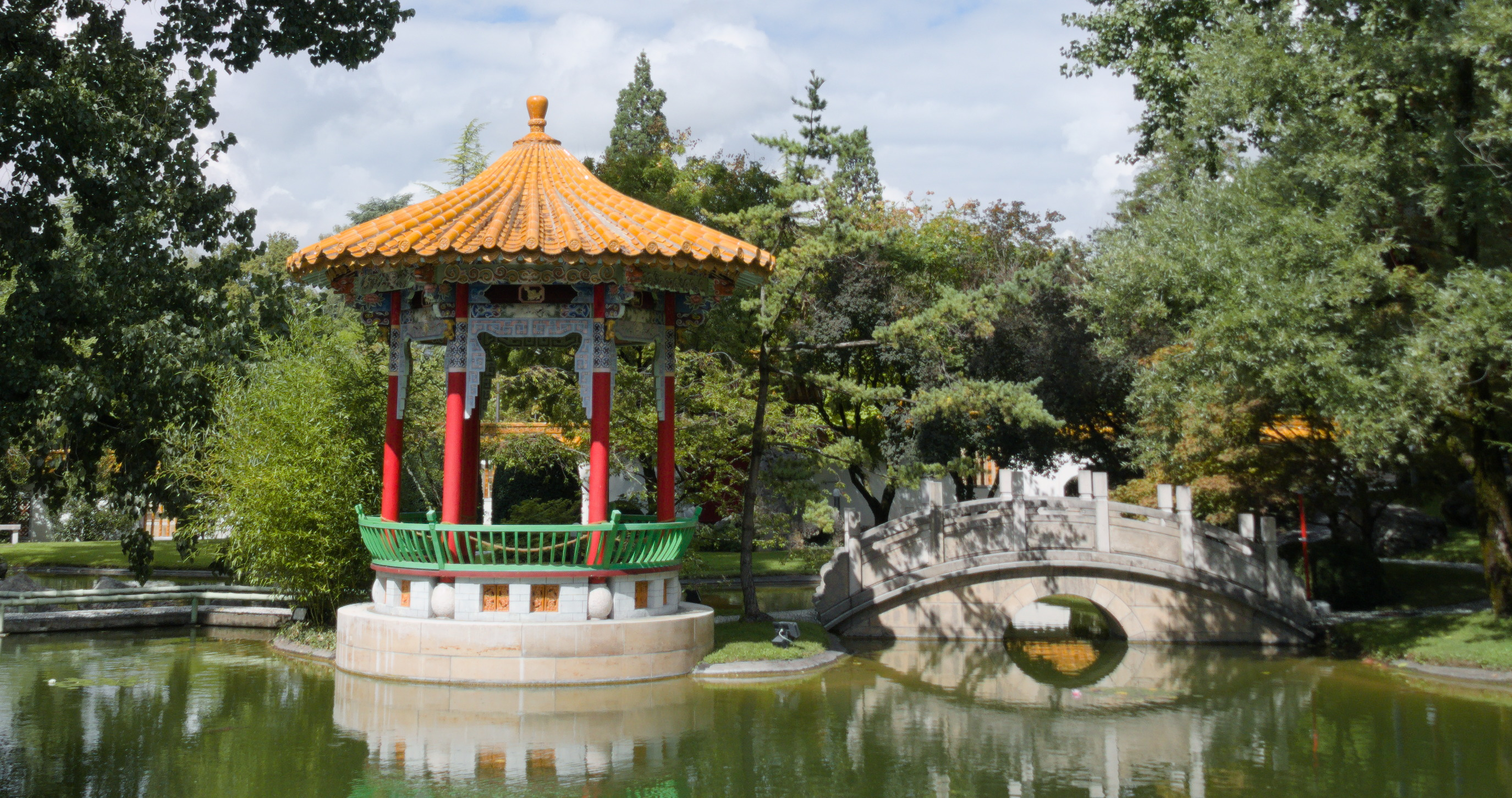
Im Chinagarten Zürich

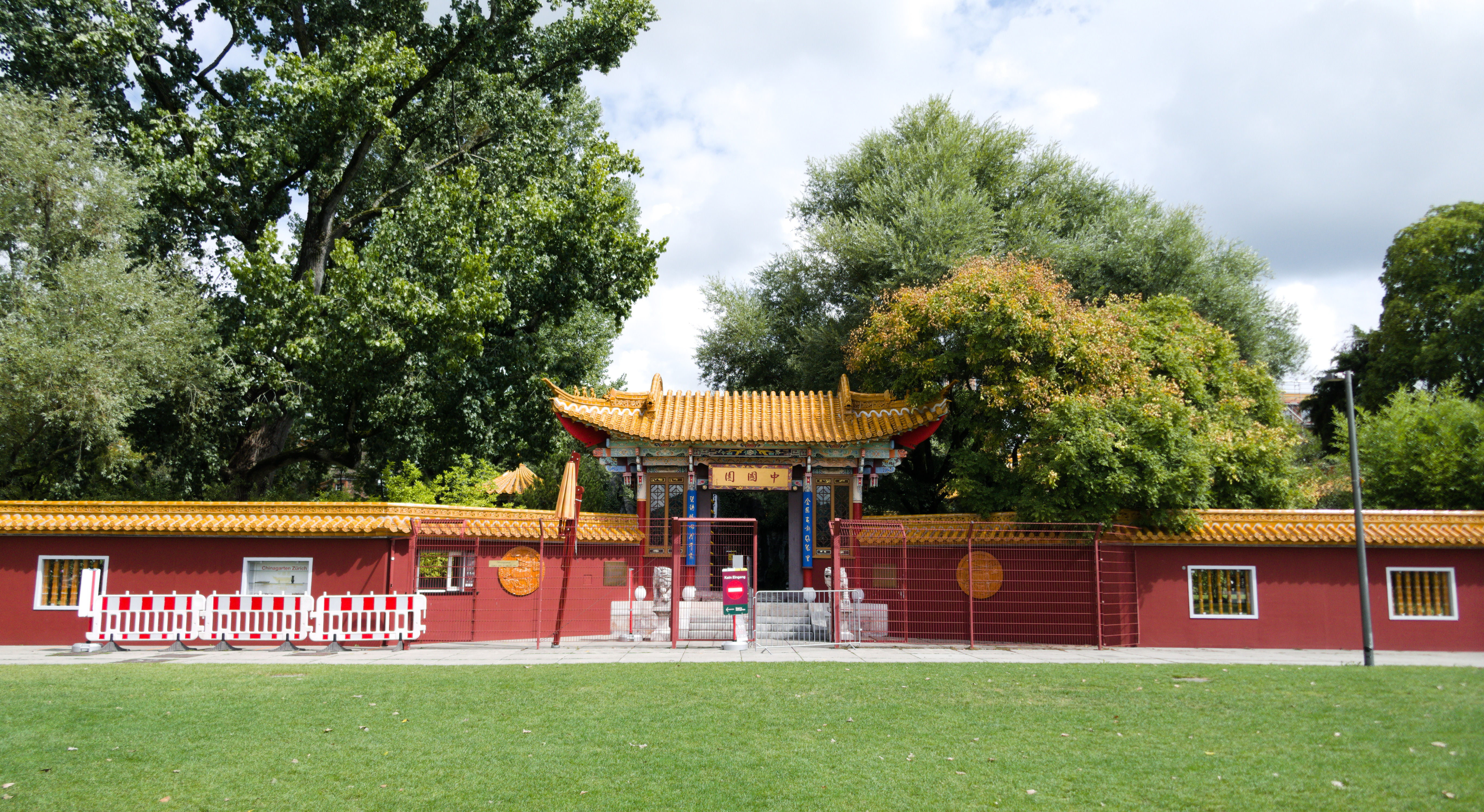
Eingangsportal

Der Chinagarten Zürich ist ein chinesischer Garten beim Zürichhorn im Quartier Seefeld in Zürich. Er gehört in die Gruppe der Tempelgärten.

## Geschichte
Der Garten ist ein Geschenk von Zürichs chinesischer Partnerstadt Kunming, mit dem diese ihren Dank für Zürichs Unterstützung beim Ausbau der Kunminger Trinkwasserversorgung und der Stadtentwässerung zum Ausdruck bringen wollte. Am Zustandekommen der Städtepartnerstadt mit Kunming massgeblich beteiligt war der damalige Zürcher Stadtpräsident Thomas Wagner. Errichtet wurde die Grünanlage von Mai bis Oktober 1993 unter Leitung des Gartenbauamtes der Stadt Zürich durch Gartenfachleute und Handwerker aus Kunming und Zürich. Die Einweihung erfolgte durch den damaligen Bürgermeister von Kunming und den damaligen Stadtpräsidenten von Zürich Josef Estermann im Frühling 1994.
Finanziert wurde das Vorhaben von der Wasserversorgung Zürich, die 1993 ihr 125-jähriges Bestehen feierte. Seit 2010 ist Grün Stadt Zürich für den Unterhalt und Betrieb des Gartens zuständig.

## Struktur
Der Garten liegt auf einem rechteckigen, von einer niedrigen Mauer umgebenen Gelände. Zentrales Element ist ein Teich mit einer kleinen Insel in der Mitte. Daneben stehen mehrere Gebäude:
- Am Südufer des Teiches das Wasserpalais mit Seeterrasse. Im Inneren befinden sich einige chinesische Stilmöbel sowie zwei monumentale Gemälde.
- In beide Richtungen führen offene Galeriegänge. Das Gebälk schmücken über 500 verschiedene Landschaftsbilder und Stillleben. Die geschnitzten Halbbögen über den Querbalken sind eine Besonderheit der Provinz Yunnan mit der Hauptstadt Kunming. Die nördliche Galerie endet an einem Viereckpavillon.
- Am Westufer des Teiches, gegenüber dem Haupteingang, ragt ein künstliches Bergmassiv auf, das die Funktion einer Geistermauer erfüllt.
- Auf der Insel steht ein kleiner Rundpavillon. Von Westen her wird sie von einer Zickzackbrücke, von Osten von einer Rundbogenbrücke erschlossen. Sie soll an die daoistische Insel der Unsterblichen erinnern.
- Im Nordosten des Gartens steht ein Sechseckpavillon mit Phoenix-Motiven.

Daneben verteilt sich im Park eine Vielzahl von Pflanzen, Sträuchern, Felsen, Steinen, Wasserfällen, Schriftzeichen und dergleichen. Ihre Anordnung ist nicht zufällig, sondern widerspiegelt die vielfältigen Bezüge insbesondere zur chinesischen Symbolsprache. Besonderes Augenmerk gilt dabei den Hauptthemen der chinesischen Kultur, den sogenannten drei Freunden im Winter: Bambus, Kiefer und Winterkirsche.
Der Ort des Chinagartens wurde gemäss der chinesischen Geomantie, dem Erkennen von guten Plätzen in Raum und Landschaft, ausgewählt und demzufolge zwischen Zürichberg und Zürichsee platziert.
Der Chinagarten ist mit dem öffentlichen Verkehr zu erreichen:
- Tram 2 oder 4, Haltestelle Fröhlichstrasse
- Bus 912 oder 916, Haltestelle Chinagarten